# 埃维尼
埃维尼（法語：Évigny，法語發音：[eviɲi]）是法国大東部大區阿登省的一个市镇，属于沙勒维尔-梅济耶尔区。

## 地理
埃维尼（49°43'52"N, 4°40'20"E）面积4.33 平方千米，位于法国大東部大區阿登省，该省份为法国北部内陆省份，西接埃纳省，南至马恩省，东临默兹省，北与比利时接壤。
与埃维尼接壤的市镇（或旧市镇、城区）包括：旺斯河畔尚皮尼厄勒、拉弗朗什维尔、蒙迪尼、普里莱梅济耶尔。

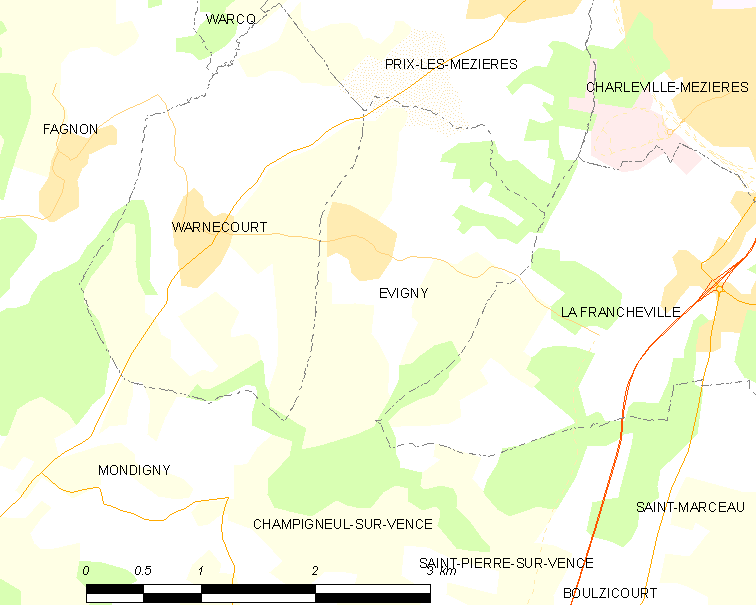
埃维尼的OSM定位图

埃维尼的时区为UTC+01:00、UTC+02:00（夏令时）。

## 行政
埃维尼的邮政编码为08090，INSEE市镇编码为08160。

## 政治
埃维尼所属的省级选区为默兹河畔努维永县。

## 人口

1962-2008年间埃维尼人口变化图示

埃维尼于2022年1月1日时的人口数量为188人。